# محوطه قبا سرخ
محوطه قبا سرخ مربوط به هزاره اول قبل از میلاد است و در شهرستان بیجار، بخش حومه، روستای قبا سرخ واقع شده و این اثر در تاریخ ۸ مرداد ۱۳۸۱ با شمارهٔ ثبت ۵۹۲۹ به‌عنوان یکی از آثار ملی ایران به ثبت رسیده است.